# Římskokatolická farnost Tušimice
Římskokatolická farnost Tušimice (lat. Tuschmicium) je zaniklá církevní správní jednotka sdružující římské katolíky v Tušimicích a okolí. Organizačně spadala do krušnohorského vikariátu, který je jedním z deseti vikariátů litoměřické diecéze.

## Historie farnosti
Tzv. stará farnost, jejíž letopočet založení není znám. Matriky jsou vedeny od roku 1600.
Farnost existovala do 31. prosince 2012 jako součást kadaňského farního obvodu. Od 1. ledna 2013 zanikla sloučením do farnosti–děkanství Kadaň.

### Duchovní správcové vedoucí farnost
Začátek působnosti jmenovaného v duchovní správě farnosti od:
- 1672 Ignatius. Geller
- 1689 Gottefriedus Clement
- 1690 Carolus Ferd. Thumsecker
- 1717 Josephus Ötterich von Retz
- 1721 Josephus Max. Uhl
- 1734 W. Widim
- 1745 Anton. Richter
- 1756 Joannes Georg. Holetzer
- 1778 Joann. Casp. Pohl + 24. 3. 1819
- 1819 par. vacat
- 1819 Franc. Winkler n. 1. 10. 1752 Caaden, o. 13. 7. 1788, + 6. 7. 1828
- 1830 Ign. Neudek n. 15. 11. 1788 Commotau, o. 30. 5. 1811
- 1829 par. vacat, cap. Anton. Glaser
- 1831 Ign. Neudek n. 15. 11. 1788 Commotau, o. 30. 5. 1811
- 1850 Jos. Hille n. 15. 2. 1807 Schönaviens. o. 28. 9. 1832
- 1851 Franc. Schoenpflug n. 18. 7. 1790 Haanens. o. 7. 8. 1813, + 23. 12. 1865
- 1866 Karel Kerka, n. 3. 6. 1814 Šopka, o. 3. 8. 1837
- 1869 par. vacat, admin. int. Anton. Bilinský
- 1870 par. vacat, admin. int. Eman. Dollhopf
- 1871 Anton. Stoy n. 22. 10. 1810 Padloschin, o. 4. 8. 1834, + 8. 1. 1886
- 1886 Anton. Fliegl n. 18. 8. 1828 Liepa, o. 25. 7. 1853, + 3. 2. 1893
- 1893 Guil. Pabst n. 6. 4. 1850 Minichhof, o. 18. 7. 1875, + 1. 12. 1923
- 1923 Ferd. Endl n. 28. 9. 1877 Mittelberg, o. 13. 7. 1902, + 22. 3. 1927
- 1. 10. 1927 Leonard Weber n. 6. 7. 1871 Brandau, o. 5. 7. 1896, + 14. 4. 1945
- 1. 6. 1945 Alfred Svoboda
- 1. 1. 1947 Karel Seidl
- 12. 8. 1953 František Kolář
- 30. 1. 1956 Jan František Štikar
- 1. 8. 1960 Miroslav Kubík
- 1. 10. 1970 Jan Kozár
- 1. 7. 1986 Miroslav Maňásek SDB
- 1. 7. 1990 Jiří Kabát
- 1. 2. 1991 Jozef Piroh
- 1. 5. 1993 Petr Kubíček
- 1. 1. 1994 Tomáš Pirný
- 1. 3. 1996 Richard Madej
- 15. 11. 1997 Josef Čermák, admin. exc. z Kadaně[3]

Kromě kněží stojících v čele farnosti, působili ve farnosti v průběhu její historie i jiní kněží. Většinou pracovali jako farní vikáři, kaplani, katecheté, výpomocní duchovní aj.

## Území farnosti
Do farnosti náleželo území obcí:
- Lužice[4] (Lusschitz)[p 2]
- Prahly[5] (Pröhl)[p 2]
- Přezetice[6] (Prosteritz)[p 2]
- Tušimice[7] (Tuschmitz)[p 2]
- Vrchnice[8] (Wurgnitz)[p 2]

## Římskokatolické sakrální stavby a místa kultu na území farnosti
| | Stavba                         | Místo          | Bohoslužby     | Zeměpisné souřadnice             | Status               | Wikidata       |                |
| Zaniklý kostel | Zaniklý kostel                 | Zaniklý kostel | Zaniklý kostel | Zaniklý kostel                   | Zaniklý kostel       | Zaniklý kostel | Zaniklý kostel |
| --- | ------------------------------ | -------------- | -------------- | -------------------------------- | -------------------- | -------------- | -------------- |
| 1. | Kostel sv. Michaela archanděla | Tušimice       | nelze sloužit  | 50°23′16″ s. š., 13°21′21″ v. d. | zbořený farní kostel | (Q25295305)    |                |
| Některé drobné sakrální stavby a pamětihodnosti lze dohledat zde v databázi Drobné sakrální památky Zaniklé sakrální stavby lze dohledat zde v databázi Poškozené a zničené kostely, kaple a synagogy v České republice |                                |                |                |                                  |                      |                |                |

Ve farnosti se mohou nacházet i další drobné sakrální stavby, místa římskokatolického kultu a pamětihodnosti, které neobsahuje tato tabulka.